# Dr. Klein
Dr. Klein è una serie televisiva tedesca trasmessa dal 10 ottobre 2014 sul canale ZDF.
La serie è stata rinnovata per una quarta stagione che andrà in onda dall'autunno 2017 su ZDF.
In Italia, la serie va in onda dal 24 giugno 2017 su Rai 1.

## Trama
La serie racconta le vicende della dottoressa Valerie Klein, un medico di un rinomato ospedale per bambini che a causa della sua bassa statura, è costretta a scontrarsi sia sul lavoro con i suoi colleghi sia in casa con la sua famiglia.

## Episodi
| Stagione         | Episodi | Prima TV Germania | Prima TV Italia |
| ---------------- | ------- | ----------------- | --------------- |
| Prima stagione   | 12      | 2014              | 2017            |
| Seconda stagione | 12      | 2015              | inedita         |
| Terza stagione   | 13      | 2016              | inedita         |